# The Judgment (película de 2014)
The Judgment (en búlgaro, Съдилището) es una película dramática búlgara de 2014 dirigida por Stephan Komandarev. Fue seleccionada como la entrada búlgara a la Mejor Película Internacional en la 88.ª Premios de la Academia, pero no fue nominada.

## Sinopsis
La película se desarrolla en Bulgaria junto a las montañas Ródope, cerca de la frontera con Turquía. Un viudo, Mityo, necesita dinero para evitar la ejecución hipotecaria de su casa. Conduce un camión cisterna de leche, pero el negocio va lento, por lo que acepta a regañadientes un trabajo de tráfico de migrantes a través de la frontera hacia Bulgaria. (Un personaje de la película describe a los migrantes como "gitanos, árabes y negros"; muchos de ellos son presuntamente refugiados de la guerra civil siria.) La obra le recuerda a Mityo su servicio militar a fines de la década de 1980, asignado a la guardia fronteriza búlgara, donde su tarea era evitar que los ciudadanos abandonaran el Bloque del Este.

## Reparto
- Assen Blatechki como Mitio
- Ovanes Torosian como Vasko
- Ina Nikolova como Maria
- Predrag Manojlovic como El Capitán
- Paraskeva Djukelova como Kera
- Meto Jovanovski como El Doctor
- Vasil Vasilev-Zueka como Ramadan